# Hertboommolen

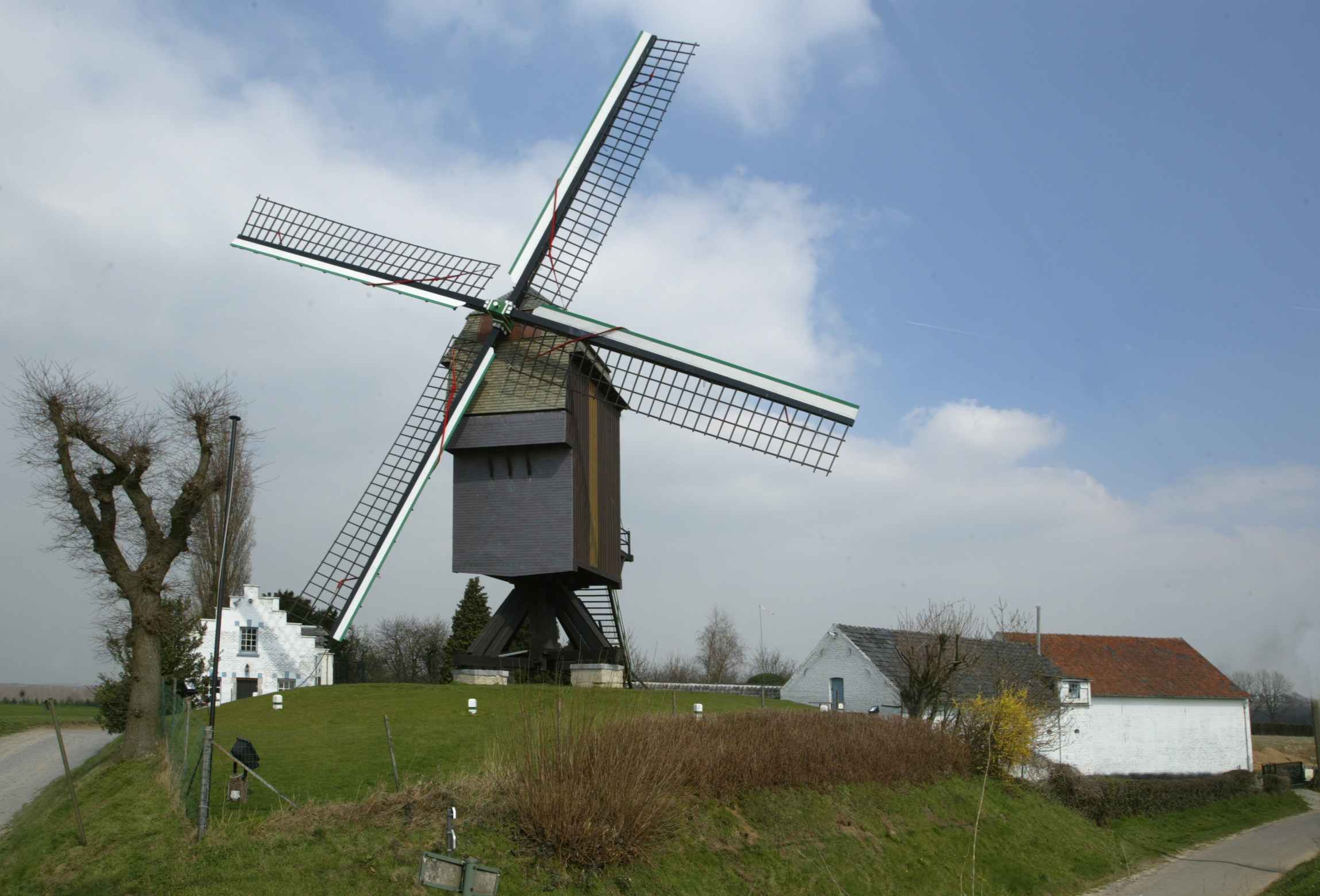

De Hertboommolen wordt ook wel de Tragische Molen of de Zepposmolen genoemd en is een windmolen in Onze-Lieve-Vrouw-Lombeek (gemeente Roosdaal). De molen raakte in de jaren 1960 bij het grote publiek erg bekend door de BRT-reeks Kapitein Zeppos.

## Historiek
Vóór 1345 was op deze site al sprake van een molen. Deze molen is van het type standaardmolen, voor het malen van granen. Zoals de meeste molens uit de omstreken heeft deze molen ook een buik aan de windweeg; deze kreeg hij slechts vanaf de 19de eeuw.  Hierdoor kan hij drie koppels maalstenen herbergen. De molen is in de loop van de geschiedenis, deels door verval of brand, door de overheersers, herhaaldelijk terug opgebouwd.
In 1725 liet Andreas de Mesmaecker een nieuwe molen optrekken. Deze had toen slechts één koppel maalstenen. Ook hier bemaalde een telg uit het molenaarsgeslacht Van Lierde de molen. In 1740 liet Anna Margaretha De Bruyn er een tweede maalstoel bijplaatsen. In 1747 werd molenaar Petrus Van Lierde op nieuwjaarsnacht vermoord, door de bende van Jan De Lichte. Hierdoor kreeg de molen zijn tweede naam: de Tragische Molen.
In 1758 moet de molen zijn afgebrand of omvergewaaid, maar hij werd terug opgetrokken in 1760. De molen kwam sindsdien in verschillende handen terecht.
Tot 1940 hield de Constant Theofiel Walraevens de molen draaiend. In 1945 werd hij geklasseerd als monument, maar geraakte in verval. In 1954 kocht het gezin Rooselaers-Heremans hem op en lieten hem in 1975 grondig restaureren. Henri Van Nuffel bemaalde hem vanaf toen als vrijwilliger tot in 1998. Tegen 1999 was de molen dringend toe aan structurele verbouwingswerken. Ook zijn molenaar stierf in dat jaar. Jozef Van Waeyenberge kocht de molensite op en liet de molen in 2000 demonteren. In 2002 verrees een mooi gerestaureerde molen die door vrijwilligers draaiend en malend wordt gehouden.

## De namen van de molen

### De Hertboommolen
De oorspronkelijke naam van de molen is de Hertboommolen. Deze verwijst naar het grote open weiland waaraan de molen grenst. In het cijnsboek uit 1391 staat er te lezen ”1 bunre lant op hertboem byden wintmolen”.

### De Tragische Molen
In de loop van de voorbije eeuwen kreeg de windmolen molen een lugubere bijnaam door een reeks van tragische gebeurtenissen. Op nieuwjaarsdag 1745 overvielen latere leden van de bende van Jan De Lichte het molenhuis en vermoordden er de molenaar. Op 22 april 1917 werden bij een tweede roofmoord de zus van de molenaar en de molenaarsknecht brutaal vermoord. Sindsdien spreekt men in de volksmond van “Tragische Molen”, een benaming die vaak in de literatuur en moleninventarissen terug te vinden is. Ten teken van rouw werden de stormplanken aan de molenwieken zwart geschilderd. Tijdens de Eerste Wereldoorlog voltrok zich in 1917 nog een dubbele moord op de molen. De molenaarsvrouw en de molenaarsknecht werden de keel overgesneden bij een roofmoord.

### De “molen van kapitein Zeppos”[5]
In de jaren zestig worden de meeste scènes van het jeugdfeuilleton Kapitein Zeppos gedraaid op en rond de molen. Het hoofdpersonage, Kapitein Zeppos, vertolkt door Senne Rouffaer, is de mysterieuze bewoner van de Molenhoeve.

## Galerij

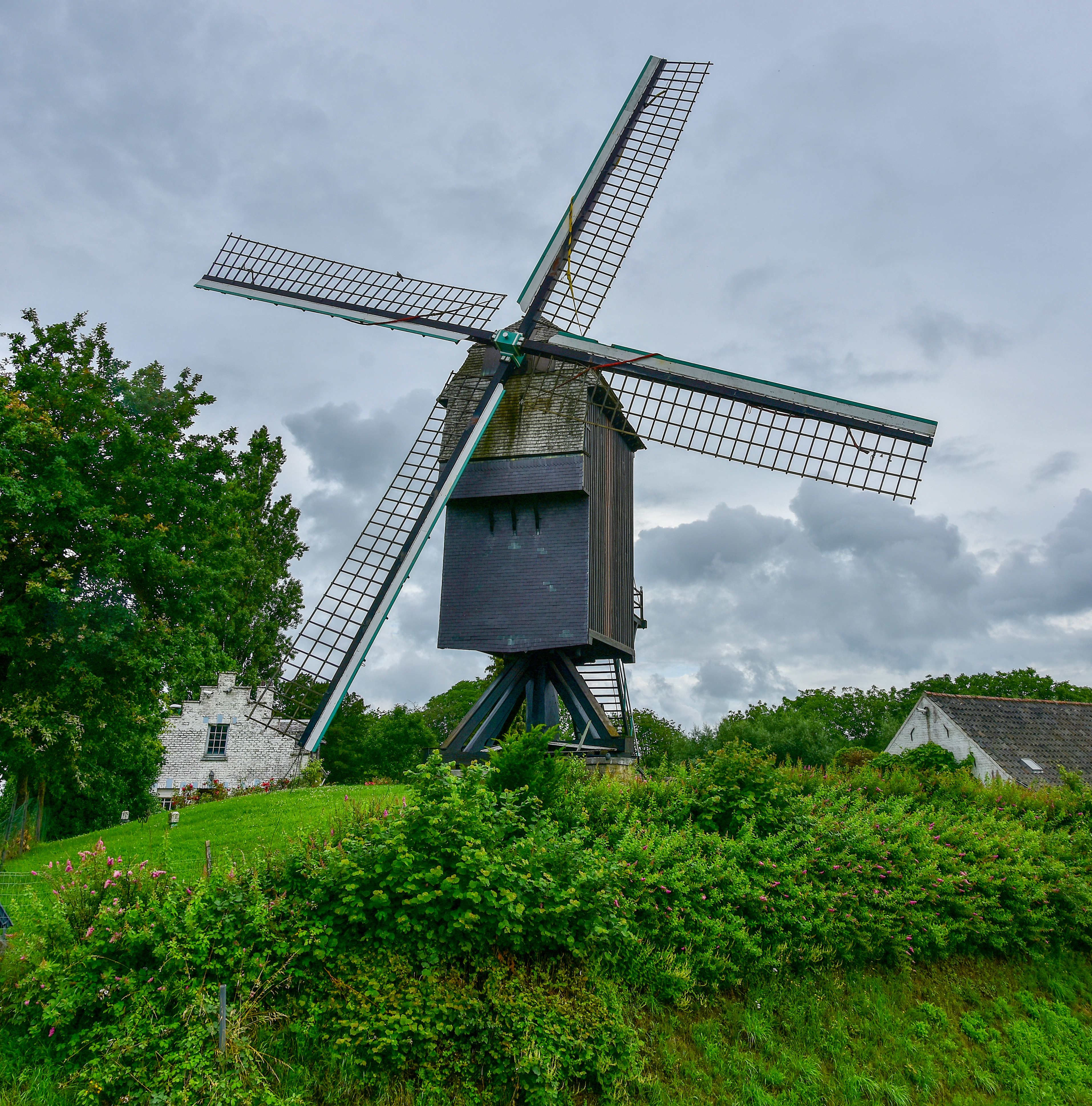
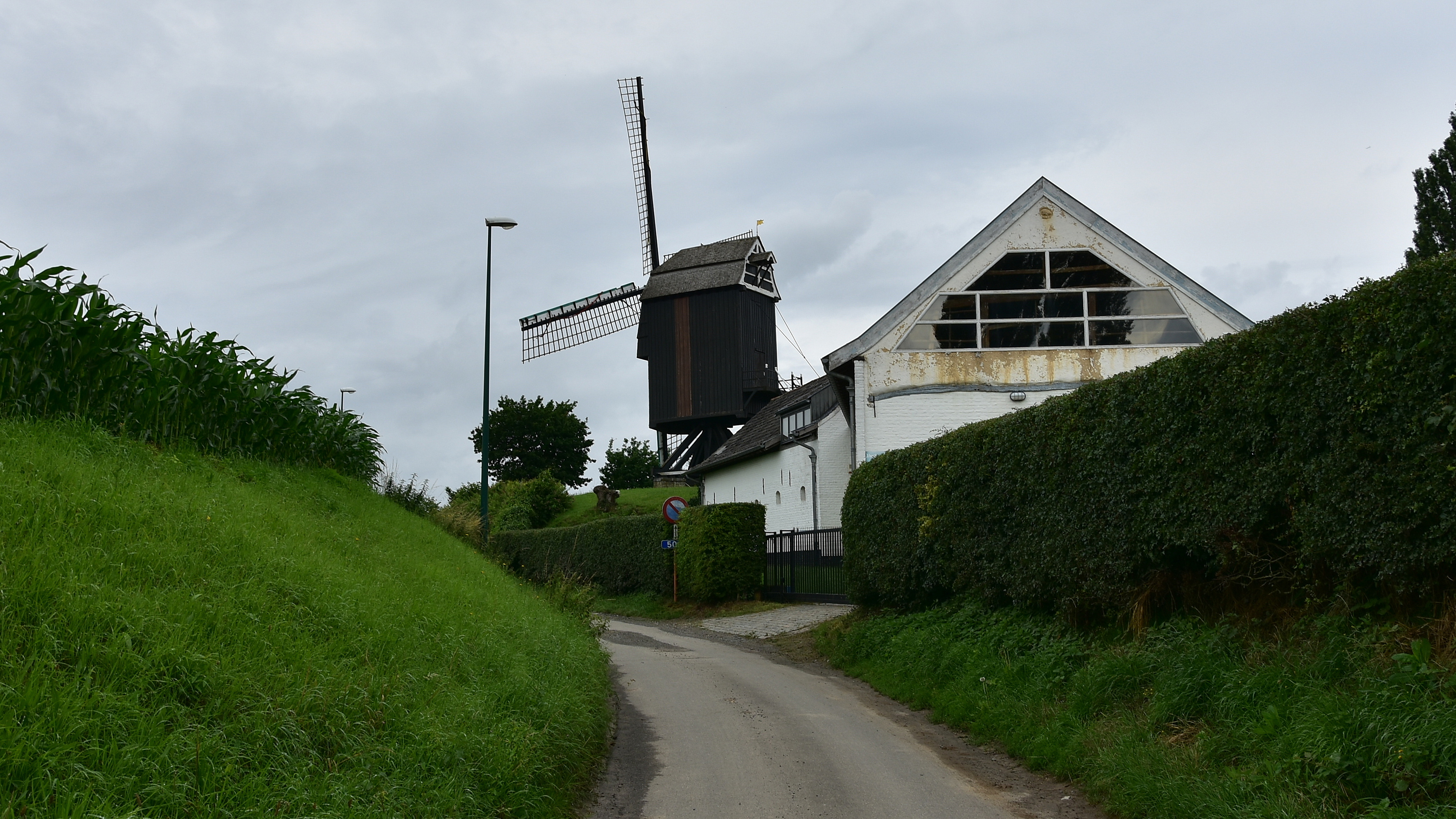
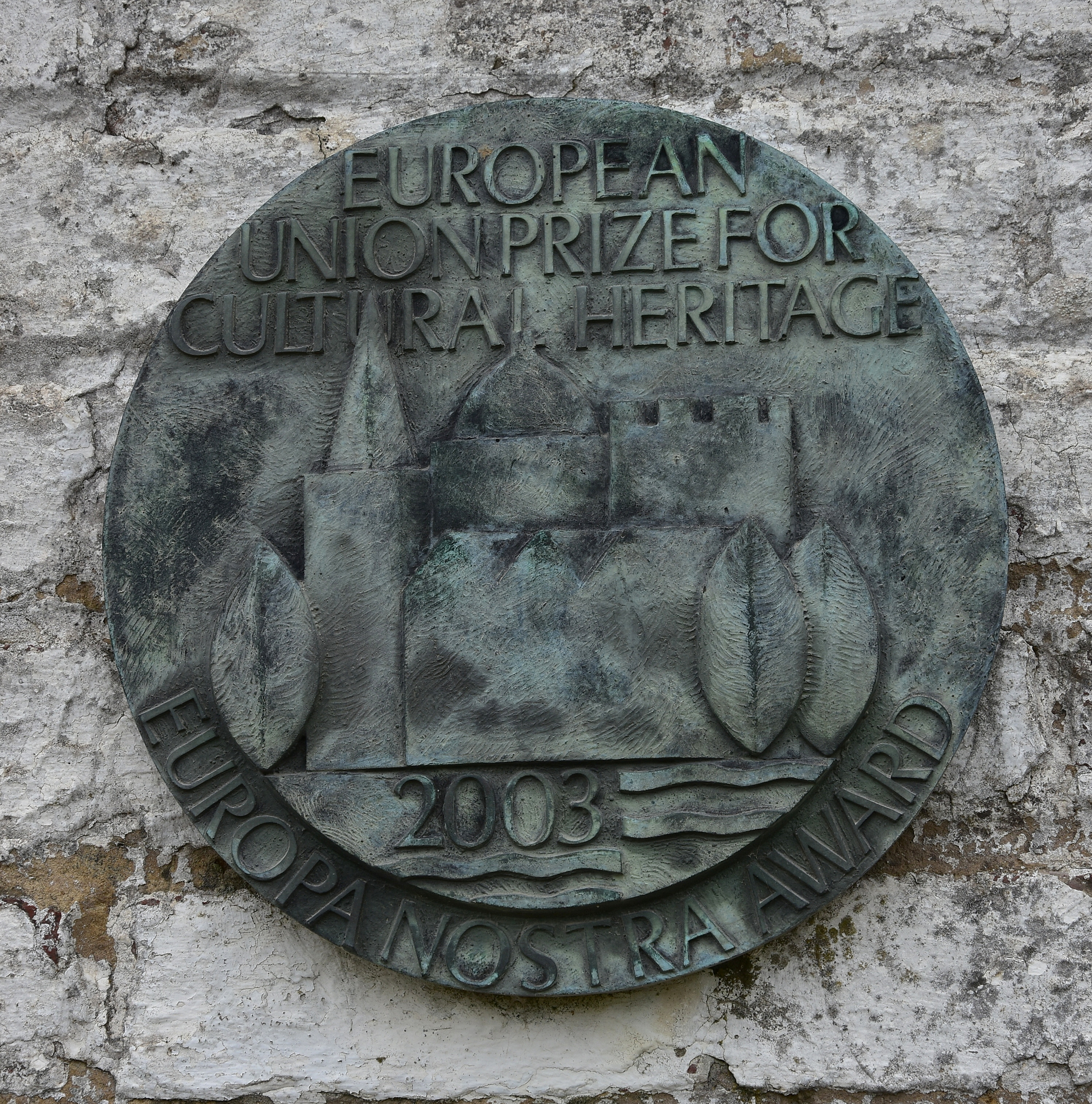
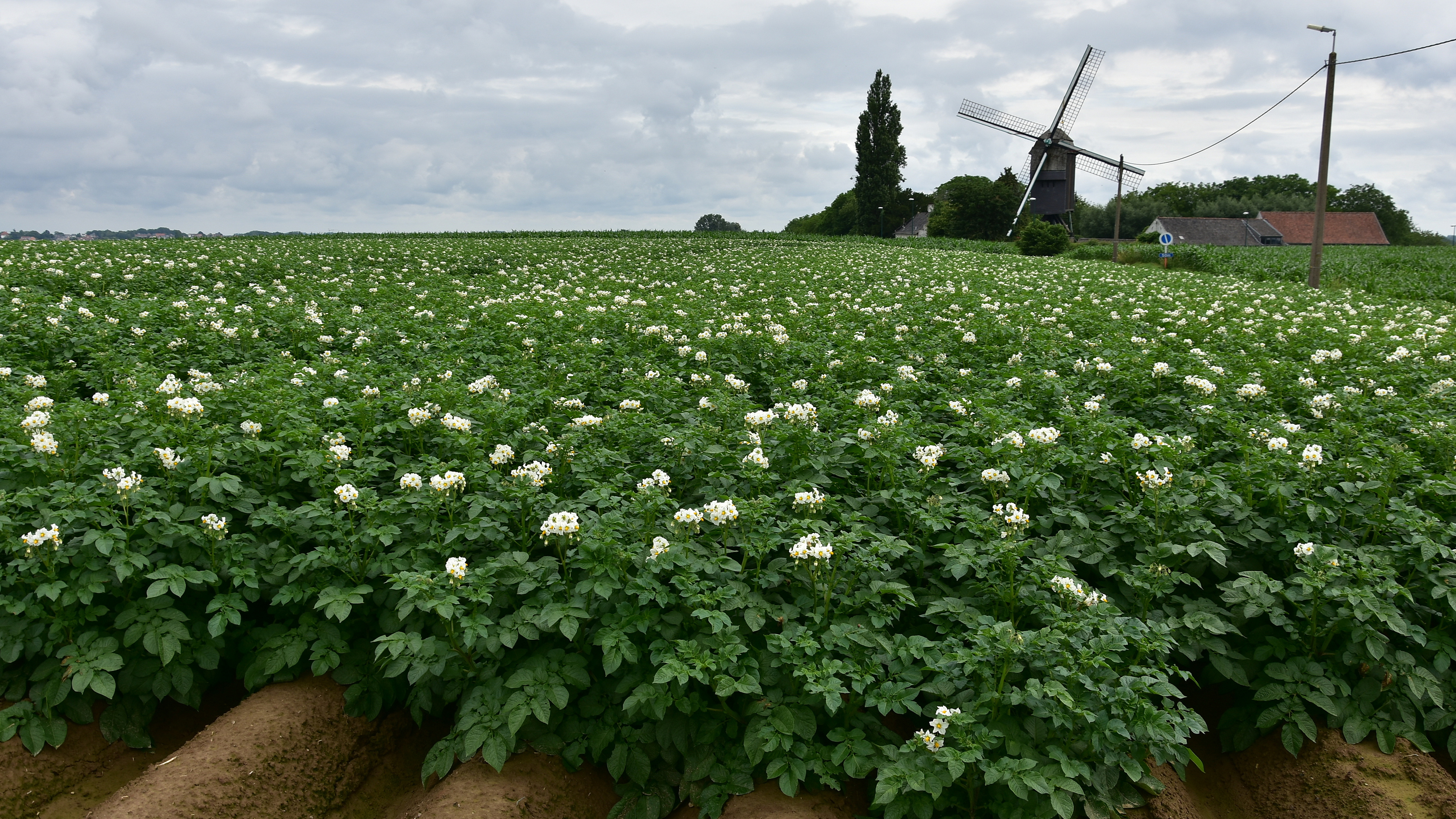